# Thesea talismani
Thesea talismani is een zachte koraalsoort uit de familie Plexauridae. De koraalsoort komt uit het geslacht Thesea. Thesea talismani werd in 1986 voor het eerst wetenschappelijk beschreven door Grasshoff. 